# Joseph Schneider von Arno

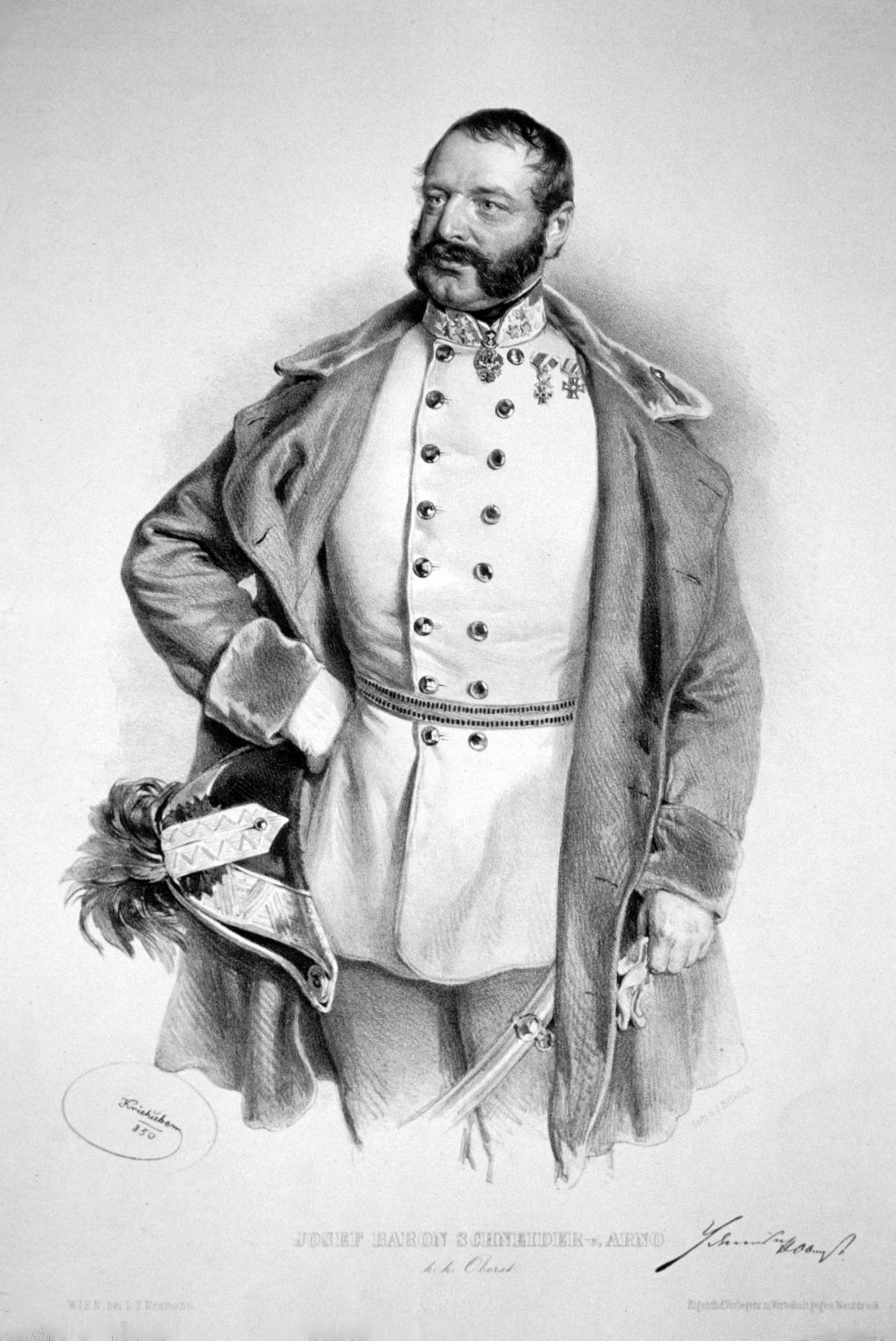
Joseph Schneider von Arno 1850

Joseph Freiherr Schneider von Arno (* 8. November 1810 in Aigen im Mühlkreis; †  27. Januar 1857 in Bologna) war ein k. k. Generalmajor, Brigadier im 8. Armeecorps und Stadtkommandant von Bologna. 

## Herkunft und Familie
Josephs Vater Karl (* 1777 in Donaueschingen; † 16. Jänner 1846 in Linz), k. k. Feldmarschalleutnant und Ritter des Maria-Theresien-Ordens, wurde am 26. Dezember 1810 in den erblich-österreichischen Freiherrnstand erhoben und war mit Ursula Birti von Weinfeld aus Rovereto († 10. September 1846 in Linz) vermählt. Er hatte noch zwei Brüder, die ebenfalls bis zum Generalsrang aufstiegen, Karl (* 27. Mai 1807 in Marchegg; † 9. November 1886 in Baden bei Wien), k. k. Feldmarschalleutnant und Geheimer Rat, seit 1847 mit Franziska Arnold verehelicht, und Ludwig (* 23. Dezember 1813 in Mauthausen; † 11. April 1897 in Fiume), k. k. Generalmajor, der zweimal vermählt war, zuerst seit 7. April 1844 mit Sophie Bolfrus von Ahnenburg († 6. April 1858), später seit dem 30. August 1860 mit Henriette Freiin von Reichlin-Meldegg (* 4. Mai 1840).
Joseph war zweimal verheiratet, seit dem 6. Juli 1839 mit Josephine Gräfin von Clary-Aldringen (1808–1849), sodann seit 1851 mit Wilhelmine Freiin Pongrácz von Szent-Miklos und Ovár (* 1824). Er hatte nur eine Tochter, Amalie (* 1840).

## Leben

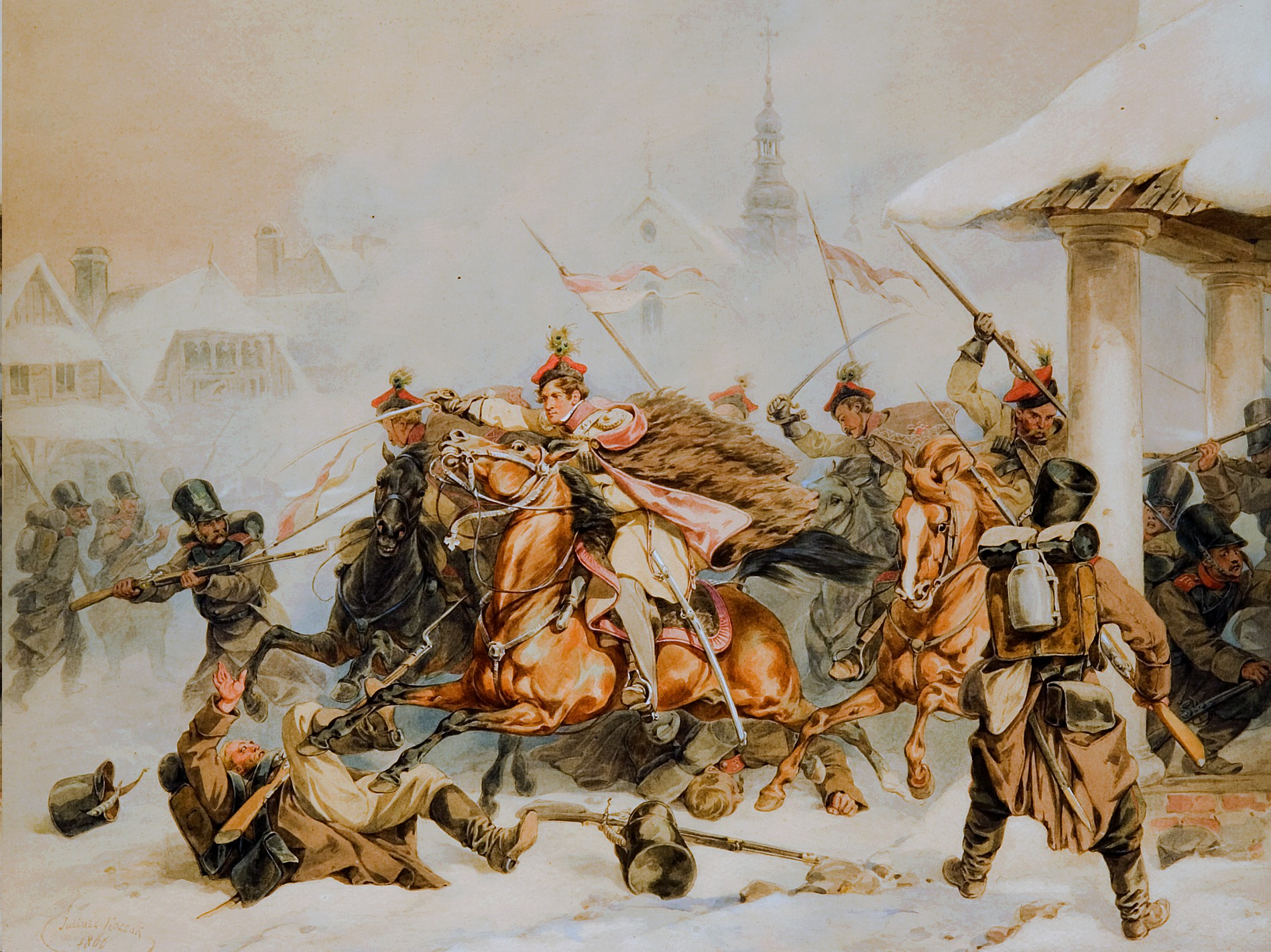
Krakauer Aufstand 1846

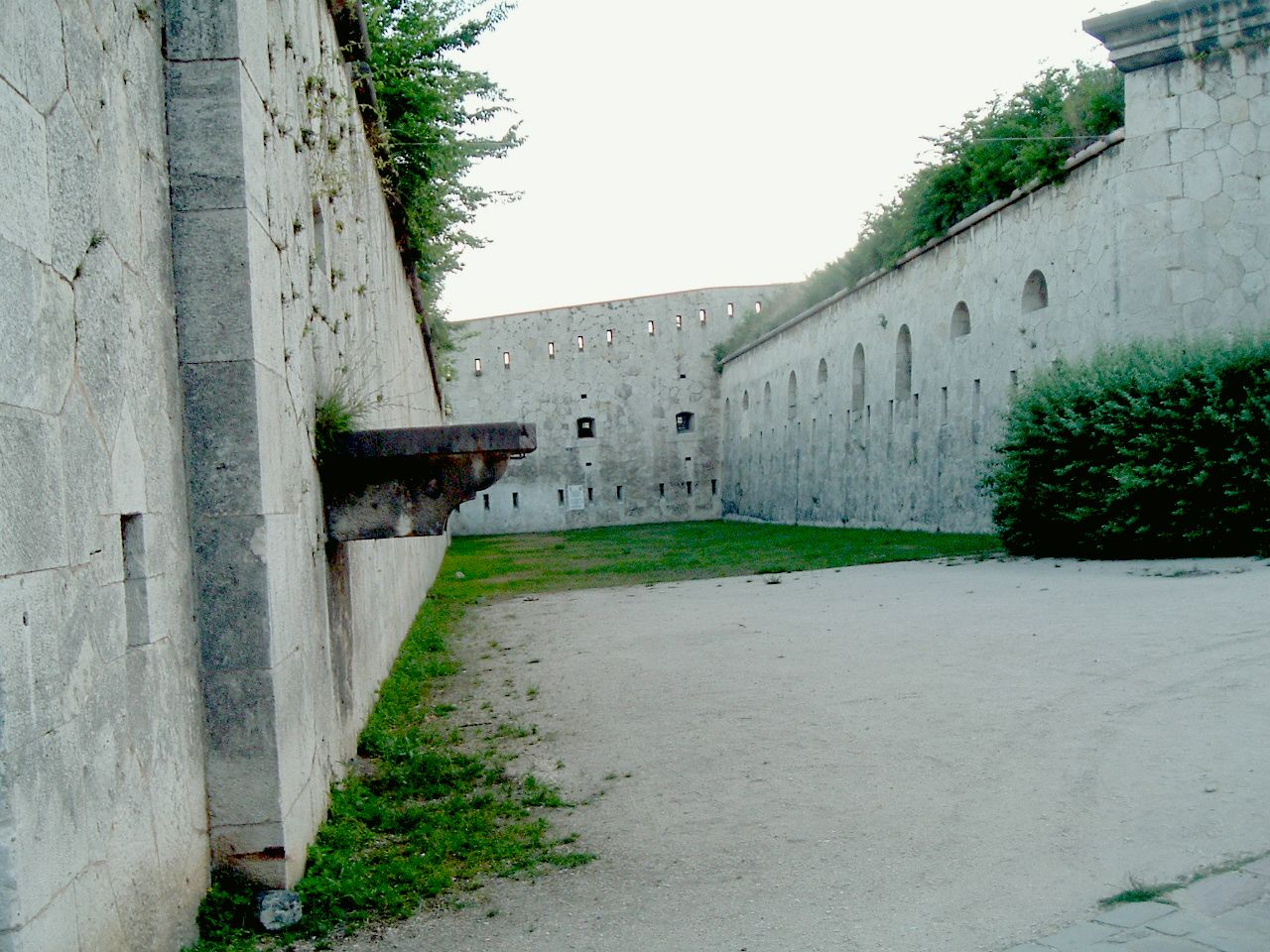
Festung Monostori in Komorn

Joseph erhielt nach seiner Ausbildung in der  Theresianischen Militärakademie in der Wiener Neustadt am 7. Oktober 1828 eine Fähnrichstelle im Infanterieregiment Großherzog von Baden Nr. 59. Er durchlief mit Rücksicht auf die Verhältnisse jener Zeit die Subaltern-Chargen sehr schnell, wurde im Juni 1834 bereits Kapitänleutnant im Infanterieregiment Erzherzog Ludwig Nr. 8, wo er im Dezember 1845 zum Major avancierte. Am 1. Februar 1846 in das Infanterieregiment Schönhals Nr. 29 übersetzt, war er sofort mit dem 2. Bataillon bei der Befriedung des Krakauer Aufstands tätig, führte die Avantgarde der von Krakau gewichenen Brigade des Generals Collin von Collstein bei ihrem erneuerten Vorrücken und bestand in Podgórze einen heftigen Kampf. Im gleichen Regiment sorgte er für ein rasches Ende der am 26. April 1848 erneut ausgebrochener Unruhen. Auch bei der Einnahme Wiens von 1848 zeichnete sich Schneider aus, wurde leicht verwundet und erhielt das Ritterkreuz des österreichisch-kaiserlichen Leopold-Ordens.
Er wurde am 15. Dezember 1848 Oberstleutnant und im Winterfeldzug in Ungarn der Brigade Wyss zugeteilt. Im Gefecht von Kápolna am 26. und 27. Februar 1849 hatte er den Auftrag erhalten, den Ort um jeden Preis einzunehmen. Er löste diese schwierige Aufgabe zur vollsten Allerhöchsten Zufriedenheit und nahm neben einer Fahne und viel Munition 28 Offiziere und 500 Mann gefangen. Dafür wurde er mit dem k. k. Militärverdienstkreuz mit der Kriegsdekoration geehrt.
Soeben erst am 31. Mai 1849 zum Oberst befördert, fiel sein Vorgesetzter, Generalmajor Franz Salomon Edler von Wyss, während des Sommerfeldzugs am 13. Juni 1849 bei Csorna, worauf er das Kommando über die Brigade erhielt. Am Tag vor der Schlacht bei Raab am 27. Juni hatte er den Auftrag, sich in Csanak mit der Brigade des Generals Ludwig von Benedek zu vereinigen, den Übergang des (IV.) Reservekorps (FML. von Wohlgemuth) über die Raab zu sichern und die ungarische Truppen bei Raab selbst in der Flanke anzugreifen. Nach einem achtstündigen Marsch stieß Schneider in dem Moment bei Csanak auf den Feind, als ihm die Meldung zukam, dass an diesem Tage weder die Brigade Benedek, noch das Reservecorps wegen großer Terrainhindernisse die Raab passieren würden, und es fiel das für mehr als ein Korps berechnete Flankenmanöver der Brigade Schneider allein zu, welche dadurch in eine kritische Lage versetzt wurde. Der Oberst bewies beim Angriff am 28. Juni seine Entschlossenheit und sein taktisches Vermögen: Die Insurgenten standen in einer festen Stellung bei Csanak mit mehreren Infanterie-Bataillonen, zehn Schwadronen Husaren und 18 Geschützen. Der Oberst stellte sich an die Spitze der in seiner Brigade eingeteilten Schwadronen von Kaiserulanen, die er zu entschlossenem Angriffe aufmunterte und attackierte den Feind so vehement, dass der mit seiner Kavallerie und den Geschützen hinter Csanak flüchtete und eine Haubitze im Stich ließ. Die Infanterie vollendete den Sturm und bemächtigte sich ohne Widerstand des Ortes, worauf Schneider, um den Frontalangriff des I. Armeecorps unter Feldmarschalleutnant  Graf Schlik zu unterstützen, gegen Raab vorrückte, den Feind in der linken Flanke fasste und ihn zum Rückzug nach Komorn zwang. Kaiser Franz Joseph I. belohnte den Offizier für seine Leistung mit dem Orden der Eisernen Krone II. Klasse.
Auch die beiden Schlachten von Komorn am 2. und 11. Juli hatte Baron Schneider beim Korps des Divisionärs Grafen Schlik mitgekämpft, ebenso im Gefecht bei Dreispitz. Für seine ansprechenden Dienstleistungen im Sommerfeldzug erhielt er den Russischen Orden der Heiligen Anna II. Klasse mit der Krone.
Am 16. August 1852 wurde Schneider zum Generalmajor befördert und Brigadier im 8. Armeekorps. Den Herrn und Landmann von Tirol, auch Ritter des toskanischen Militär-Verdienst-Ordens I. Klasse und Ehrenbürger der königlichen Freistadt Kaschau ereilte zu Bologna der Tod im Alter von erst 47 Jahren.

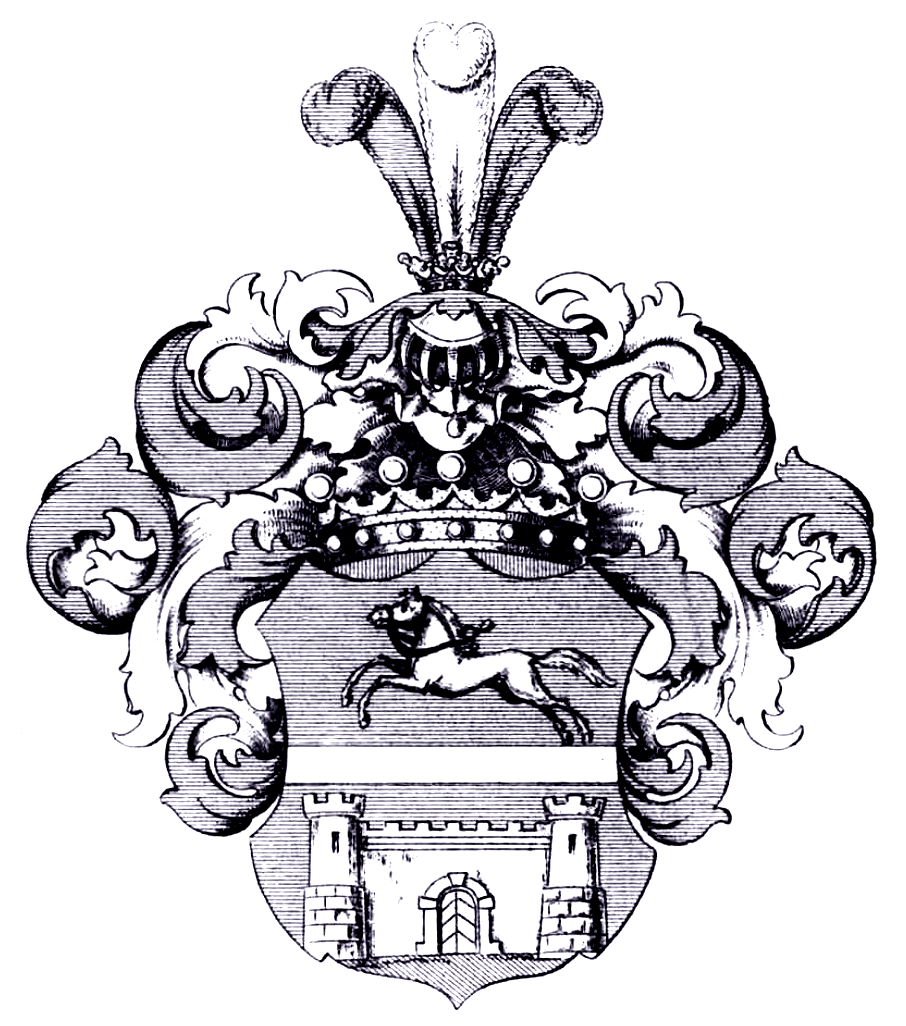
Wappen der Freiherrn Schneider von Arno 1810

## Wappen
1810: Im blauen Schild ein silberner Querbalken. Über dem Querbalken erscheint ein nach der rechten Seite hin aufspringendes oder rennendes schwarz gezäumtes braunes Pferd Im unteren Teil des Schildes steht auf grünem Grunde eine vierzinnige Burg mit geschlossenem schwarzen Tor, an welches zu beiden Seiten je ein aus Quadern erbauter dreizinniger Festungsturm anstößt, in dem oben ein schwarzes Fenster sichtbar ist. Alles von natürlicher Farbe. Über dem Schild ruht die Freiherrnkrone, auf welcher sich ein gekrönter Turnierhelm erhebt, aus dessen Krone sich drei wallende Straußenfedern, eine silberne zwischen blauen, erheben. Die Helmdecken sind blau, mit Silber unterlegt.